# Rupel
Rupel är ett vattendrag i Belgien.   Det ligger i provinsen Antwerpen och regionen Flandern, i den centrala delen av landet, 30 km norr om huvudstaden Bryssel.
Runt Rupel är det i huvudsak tätbebyggt. Runt Rupel är det tätbefolkat, med 762 invånare per kvadratkilometer.